# Зиновьев, Владимир Яковлевич
Владимир Яковлевич Зиновьев — советский хозяйственный и государственный деятель, Герой Социалистического Труда.

## Биография
Родился в 1931 году в Центрально-Чернозёмной области. Член КПСС
В 1949—1991 — подручный сталевара, сталевар, первый горновой доменного цеха Донецкого металлургического завода имени В. И. Ленина Министерства чёрной металлургии Украинской ССР.
Указом Президиума Верховного Совета СССР от 30 марта 1971 года присвоено звание Героя Социалистического Труда с вручением ордена Ленина и золотой медали «Серп и Молот».
Делегат XXIV съезда КПСС.
Жил в Донецке.

## Награды и звания
- Герой Социалистического Труда (30.03.1971)
- Орден Ленина (22.03.1966, 30.03.1971)